# 庫庫亞瓜
庫庫亞瓜（西班牙語：Cucuyagua），是洪都拉斯的城鎮，位於該國西部，由科潘省負責管轄，始建於1889年，面積133.2平方公里，海拔高度789米，2001年人口11,398，人口密度每平方公里85.57人。
14°39′N 88°52′W / 14.650°N 88.867°W